# Egypéldányos tárolás
Az egypéldányos tárolás (Single Instance Storage, SIS), néha deduplikáció egy számítógépes rendszer azon képessége, hogy a több felhasználó vagy számítógép által kezelt azonos tartalmat egyetlen példányban tárolja, abból a célból, hogy növelje a rendszer hatékonyságát, csökkentse a duplikációt. Az SIS-t általában fájlrendszerekben, e-mail szerverekben, archiválószoftverekben és más, tárolással összefüggő alkalmazásokban szokták megvalósítani.
Levelezőszervereknél az egypéldányos tárolás azt jelenti, hogy a szerveroldali adatbázisban az üzenet (az egész üzenet vagy csak a csatolt állományok) egyetlen példányban tárolódnak, az egyes postafiókok pedig csak hivatkoznak a tartalomra egy mutatóval (reference pointer). Gyakori félreértés, hogy az SIS fő előnye a lemezterület-igény csökkentése. Valójában napjainkban az SIS legfontosabb előnye a nagyobb terjesztési listákra küldött levelek kézbesítésekor mutatkozik meg. Levelezési kiszolgálóknál az SIS nyújtotta helymegtakarítás általában időben erősen változó, és jellemzően csökkenő tendenciát mutat.
Mentési megoldásokban az SIS használatával csökkenthető az archiválás médiaigénye. Gyakran több számítógépen ugyanazok a fájlok találhatók, például az operációs rendszer fájljai esetében. Az SIS-t használó archiváló programokban ezekből csak egy példány íródik a szalagra vagy más médiára, így helyet takarítanak meg.
A Novell GroupWise levelező- és csoportmunka-kiszolgáló egypéldányos tárolási lehetősége teszi képessé a hatalmas tárolók kezelésére.
A unixos és NTFS fájlrendszerekben található hard link képesség tekinthető az egypéldányos tárolás alapszintű támogatásának. A tényleges egypéldányos tárolás annyival több a hard linkeknél, hogy a hard linknél bármelyik hivatkozás megváltoztatása a lemezen lévő példány megváltoztatásával jár, míg a tényleges SIS-nél egy fájlrendszeri szűrő közbeiktatásával történik a fájlok másolása, módosítása, és egy nem-kernelszintű szolgáltatás gondoskodik arról, hogy az azonos tartalmú állományokat egyetlen példányba összevonja. Két fájl összevonását single instancing-nak („egypéldányosítás”) nevezik.
A Windows Imaging Format fájlalapú lemezképformátum, amit a Windows Vistával vezettek be, szintén támogatja az SIS-t. Az egypéldányos tárolás a Microsoft Exchange Server része volt a 4.0 verziótól kezdve (lásd még: SIS a Microsoft Exchange-ben) és a Windows Home Server is támogatja. Számos szabadalom létezik ezen a területen, köztük a 6389433 és 6477544 számú amerikai szabadalmak.
A Microsoft állítása szerint az SIS úgy működik, hogy a merevlemez kötetén kutat megegyező tartalmú adatállományok után. Amikor az SIS két megegyező tartalmú fájlra bukkan, egy SIS Common Store nevű központi tárolóterületre ment belőle egy kópiát a többi példányt pedig az eltárolt változatra mutató pointerekkel helyettesíti. A Windows Storage Server 2003 R2 változatában szintén vannak SIS képességek, ezek NTFS kötetenként kapcsolhatók be (legfeljebb 6), nem használhatók hálózati, rendszer- vagy rendszerindító köteteken, alapértelmezésben 32 kilobájtosnál nagyobb fájlokon működnek.

## Fordítás
- Ez a szócikk részben vagy egészben a Single-instance storage című angol Wikipédia-szócikk ezen változatának fordításán alapul.  Az eredeti cikk szerkesztőit annak laptörténete sorolja fel. Ez a jelzés csupán a megfogalmazás eredetét és a szerzői jogokat jelzi, nem szolgál a cikkben szereplő információk forrásmegjelöléseként.